# Mimoclystia deplanata
Mimoclystia deplanata là một loài bướm đêm trong họ Geometridae.